# Плач о героях

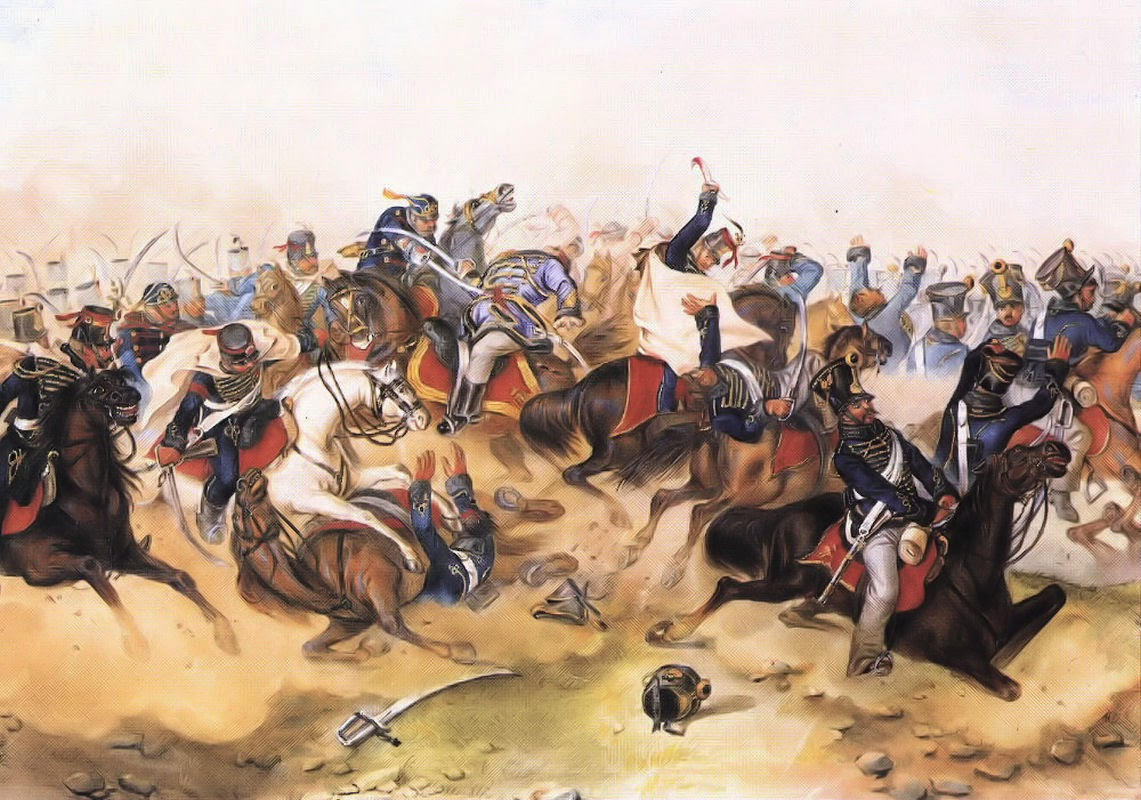
Битва между венгерскими революционерами и государственными войсками

Плач о героях (фр. Héroïde funèbre), S. 102 ― восьмая по счёту симфоническая поэма Ференца Листа, написанная в 1850 году и впервые опубликованная издательством Breitkopf & Härtel в 1857 году. Премьера произведения состоялась во Вроцлаве 10 ноября 1857 года, под управлением Морица Шёна.
Изначально Лист планировал сочинить симфонию, изображающую события Июльской революции во Франции. В 1830 году композитор создал короткий набросок с главной темой симфонии, но полностью писать произведение он так и не стал. Пересмотреть композицию и вернуться к работе над ней Листа заставило восстание 1848 года в Венгрии, в ходе которого был убит один из его друзей.
Композиция написана для пикколо, 2 флейт, 2 гобоев, английского рожка, 2 кларнетов, 2 фаготов, 4 валторн, 2 труб, 2 теноровых тромбонов, бас-тромбона, тубы, 4 барабанов, 2 колокольчиков, тарелок, малого барабана, тамтама, бас-барабана и струнных.
Произведение написано в тональности фа минор и имеет форму похоронного марша.
Лист также аранжировал симфоническую поэму для фортепиано в четыре руки (S. 569a).